# Samsung Galaxy Z Fold 4
Samsung Galaxy Z Fold 4 (стилизованный под "Samsung Galaxy Z Fold4") - складной смартфон, входящий в серию Samsung Galaxy Z. Он был анонсирован на августовской выставке Galaxy Unpacked наряду с Galaxy Z Flip 4. Он был выпущен 25 августа 2022 года. Он является преемником Galaxy Z Fold 3..
| Цвет | Название      |
| ---- | ------------- |
|      | Phantom Black |
|      | Beige         |
|      | Graygreen     |
|      | Burgundy      |

## Технические характеристики

### Дизайн
Внешний дисплей и задняя панель Z Fold 4 используют Gorilla Glass Victus+, в то время как внутренний складной дисплей изготовлен из фирменного "ультратонкого стекла" Samsung, покрытого двумя защитными пластиковыми слоями.
Z Fold 4 имеет рейтинг защиты от проникновения воды IPX8, при этом пылезащищенность не оценивается. Внешняя рамка выполнена из алюминия, который компания Samsung называет "Armor Frame".
Samsung Galaxy Z Fold 4 доступен в четырех цветах: Phantom Black, Beige, Graygreen и Burgundy..

### Аппаратное обеспечение
Galaxy Z Fold 4 имеет два экрана: 6,2-дюймовый дисплей на крышке и складной внутренний 7,6-дюймовый дисплей с поддержкой S Pen Pro и S Pen Fold Edition. Оба дисплея имеют 120 Гц переменная частота обновления. По сравнению с Z Fold 3, внутренний дисплей имеет более квадратное соотношение сторон, в то время как дисплей крышки немного шире.
Устройство оснащено 12 ГБ оперативной памяти и 256 ГБ, 512 ГБ или 1 ТБ UFS. 3.1 флэш-памяти, без поддержки расширения объема памяти устройства с помощью карт micro-SD.
Z Fold 4 работает на базе Qualcomm Snapdragon 8+ Gen 1..
Батарея представляет собой двухэлементный аккумулятор емкостью 4400 mAh, который быстро заряжается через USB-C до 25 Вт или через беспроводную зарядку до 15 Вт.
Z Fold 4 оснащен тремя задними камерами, включая широкоугольную камеру 50 МП, сверхширокоугольную камеру 12 МП и телекамеру 10 МП. Широкоугольная камера имеет общую матрицу с S22 и S22+, заменив предыдущий 12-Мп сенсор, а телекамера была усовершенствована с 2-кратного до 3-кратного оптического зума. У него две фронтальные камеры: 10 МП камера на крышке дисплея и 4 МП камера под дисплеем на правой половине внутреннего дисплея..

### Программное обеспечение
Samsung Galaxy Z Fold 4 поставляется с One UI. 4.1. на базе Android 12L.

## Внешние ссылки
- samsung.com/ru/galaxy-hall-of-fame/galaxy-z-fold4/ — официальный сайт Samsung Galaxy Z Fold 4
- Я перешел на Galaxy Z Fold. Делюсь впечатлениями спустя год — опыт эксплуатации, официальный сайт Samsung Россия